# Love, Loot and Crash
Love, Loot and Crash er en amerikansk stumfilm fra 1915 af Mack Sennett.

## Medvirkende
- Charley Chase som Harold.
- Fontaine La Rue som Mary.
- Josef Swickard.
- William Hauber.
- Fritz Schade.